# Mahasampo Raveloson
Raveloson Mahasampo, de son vrai nom Christopher Bien-Aimé  Raveloson Mahasampo, né le 1er janvier 1909 à Bélalanda et mort le 7 octobre 1966 à Tananarive (Madagascar), est un homme politique français.

## Biographie

### Enfance, éducation et débuts
Fils du gouverneur Raveloson Mahasampo ,Ancien ministre de la défense, et chef de la DGID (service de renseignement appuyé par la RDA) à l'époque du président Ratsiraka.

## Vie privée
Il est marié à Hortense Velonjara, sœur de Céline Ratsiraka. Ils ont eu 3 enfants : Eric Vincent  Mahasampo Raveloson, Thierry Raveloson Mahasampo et Edith Lydie Celeste.

## Mandats
- Député du Madagascar (1951-1955), élu à l'assemblée de l'Union française, liste "Alliance électorale" avec Pascal Velonjara et consorts[4].
- [4]

## Carrière politique
Il a fondé, en 1946, l'Union Démocratique Côtière ou UDC, un parti local dans les pays Antandroy, Antanosy et Sakalava, il fait aussi partie des fondateurs du PADESM ou Parti des Déserhités de Madagascar créé en juin 1946
- - Il a été candidat aux élections Législatives du 2 juin 1946 contre Raseta.
  - Il a siégé au Conseil de la République du 30 mars 1947 et est élu, le même jour, à l'Assemblée représentative comme activiste PADESM de Tuléar (un des autres représentants PADESM de Tuléar).
  - En 1956, il est membre du Bloc Démocratique de l’Est transformé en Union des Démocrates Sociaux de Madagascar.
  - En 1957, il est premier vice-président de l'Assemblée representative.
  - En 1975, il est Gouverneur militaire de Toamasina[4].